# Kamień Pomorski
Kamień Pomorski (niem. Cammin in Pommern) – miasto w województwie zachodniopomorskim, siedziba powiatu kamieńskiego oraz gminy miejsko-wiejskiej Kamień Pomorski. Uzdrowisko położone na Pobrzeżu Szczecińskim, nad brzegiem Zalewu Kamieńskiego. Druga siedziba archidiecezji szczecińsko-kamieńskiej i tutejszego dekanatu. Zlokalizowany jest tu port morski z basenem rybacko-żeglarskim. Kamień  to pierwsza stolica Pomorza Zachodniego, a od 1176 do 1810 roku stolica biskupstwa pomorskiego.
Według danych GUS z 30 czerwca 2021 r., Kamień Pomorski liczył 8627 mieszkańców i był pod względem liczby ludności 26. miastem w województwie zachodniopomorskim.

## Położenie

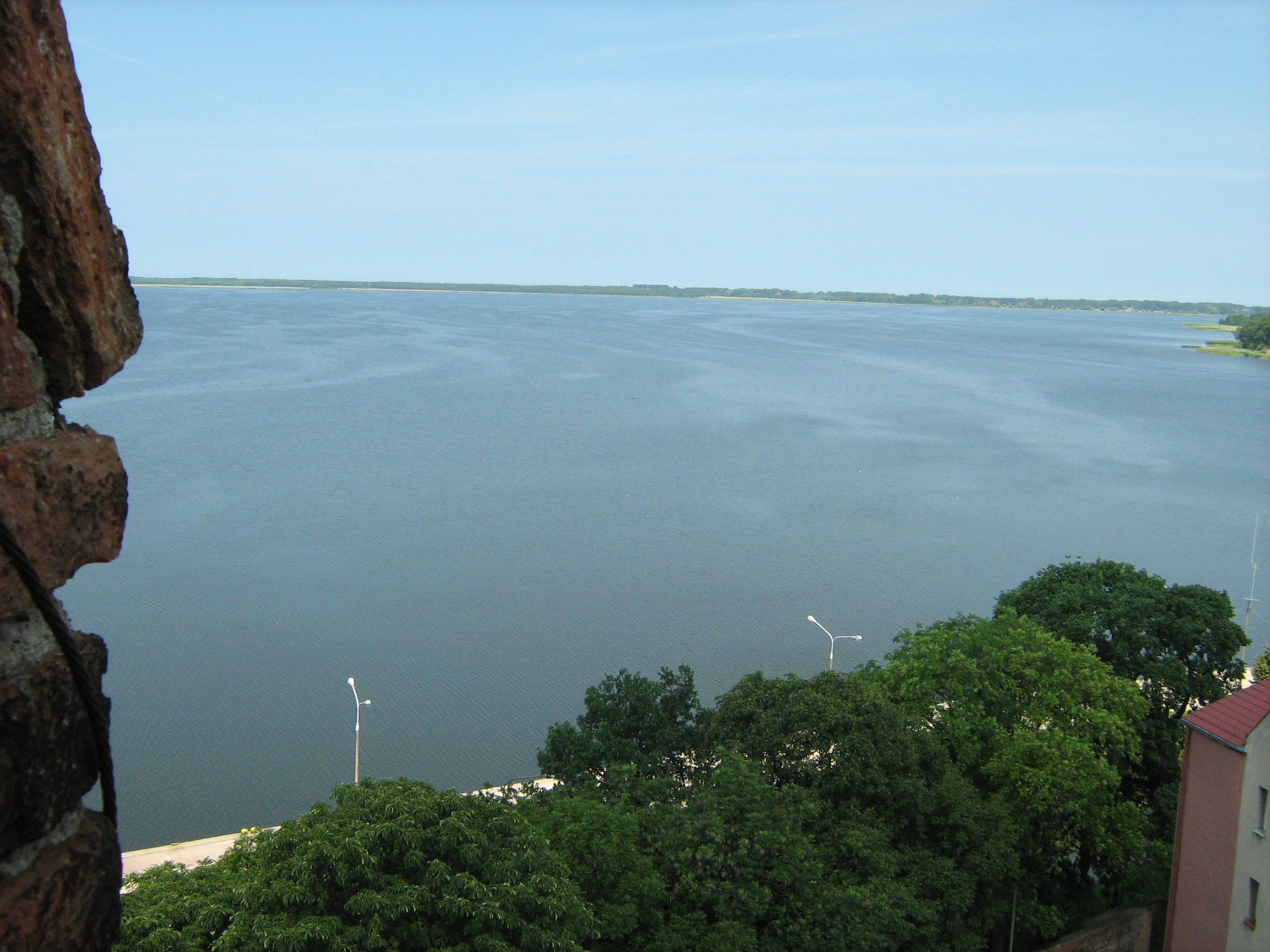
Widok na Zatokę Kamieńską

Kamień Pomorski położony jest na Pobrzeżu Szczecińskim (Wybrzeże Trzebiatowskie), w rozlewisku cieśniny Dziwny tworzącej Zalew Kamieński. Miasto leży nad dwiema zatokami zalewu: Karpinką od północy i Promną od zachodu, za którą znajduje się Wyspa Chrząszczewska. Miejscowość znajduje się 90 km na północny wschód od Szczecina.
Kamień Pomorski leży w północnej części Pomorza Zachodniego.
Centrum Kamienia Pomorskiego znajduje się 6 km od wybrzeża Morza Bałtyckiego. Miasto ma pośredni dostęp do morza poprzez cieśninę Dziwnę.

## Warunki naturalne

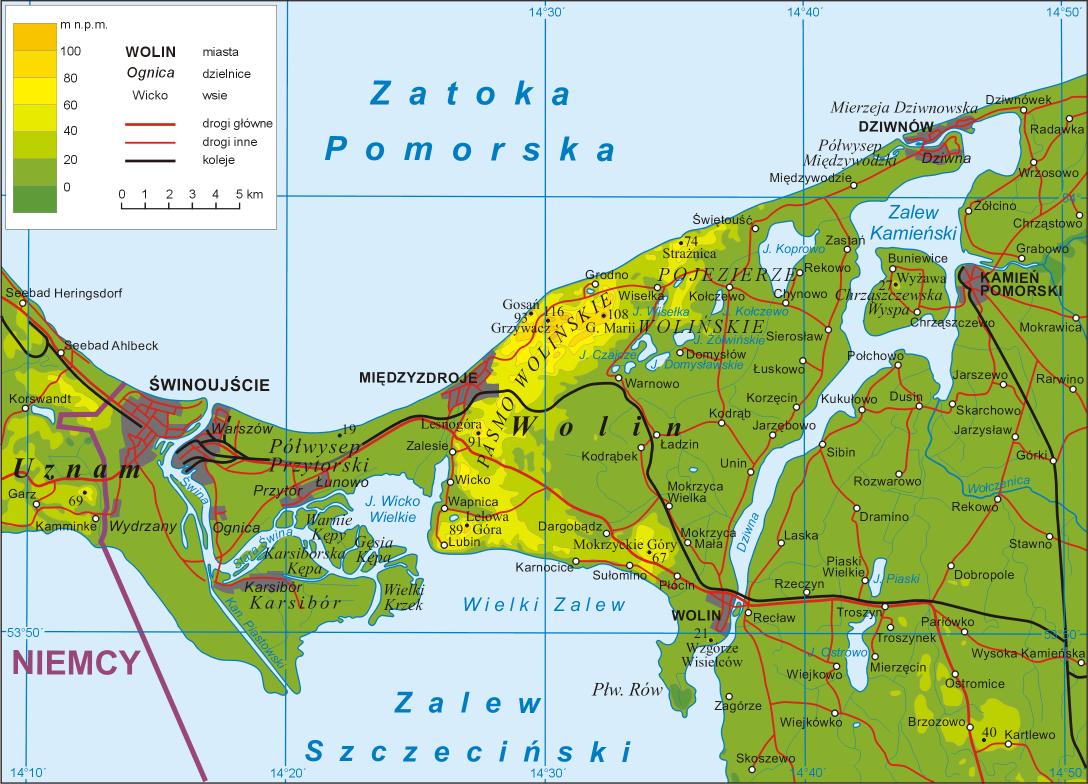
Mapa wyspy Wolin z zaznaczonym Kamieniem Pomorskim

Rozlewiska wodne (cieśnina Dziwna i jej części: Zalew Kamieński, Zatoka Cicha) są wykorzystywane do uprawiania sportów wodnych i czynnego wypoczynku na wodzie (żeglarstwa, kajakarstwa, windsurfingu oraz wędkarstwa).
Na obszarze miasta występują istotne w lecznictwie źródła solankowe i pokłady borowiny. Walory te przyczyniły się do rozwoju lecznictwa uzdrowiskowego. Uzdrowisko wykorzystuje obecnie odwiert solanki (Edward III) w pobliżu nieczynnego zakładu przyrodoleczniczego „Feniks” oraz złoże borowiny w odległości 800 m na SE od biura sanatorium.
Pomniki przyrody:
- grupa czterech drzew – lip drobnolistnych (Tilia cordata) – rosnących przy katedrze wzdłuż muru od strony pl. Katedralnego
- wiąz polny (pl. Wolności) – dwie sztuki
- żywotnik olbrzymi (ok. 500 letni w wirydarzu przy katedrze)
- dąb Wiesław (ok. 350 lat) w wirydarzu katedralnym
- ostrokrzew (ponad 100 lat)

### Klimat
Pod względem klimatycznym Kamień Pomorski należy do dzielnicy bałtyckiej. Zaznacza się tu silnie wpływ klimatu morskiego: wilgotność powietrza, długotrwałość zim, amplituda temperatur.
Jak wynika z danych stacji meteorologicznej w Kamieniu Pomorskim, średnia roczna temperatur na tym obszarze waha się w granicach 7–8,3 °C. Najcieplejszy miesiąc to sierpień, a najchłodniejszy – styczeń. Temperatura maksymalna mieści się w granicach 32,1 do 33,1 °C, a minimalna od -18,6 do –19,2 °C. Roczna suma opadów waha się w granicach 550–650 mm. Długość okresu wegetacyjnego wynosi 210–220 dni. Wiatry wieją najczęściej z kierunku płd.-zach. (SW) i płn.-zach. (NW).
| Sty | Lut | Mar | Kwi | Maj  | Cze  | Lip  | Sie  | Wrz  | Paź  | Lis | Gru | Rok  |
| --- | --- | --- | --- | ---- | ---- | ---- | ---- | ---- | ---- | --- | --- | ---- |
| 2,6 | 2,6 | 2,6 | 5,7 | 10,1 | 15,7 | 18,4 | 18,9 | 17,2 | 13,1 | 9,0 | 5,5 | 10,1 |

## Uzdrowisko
Na obszarze uzdrowiska znajdują się następujące udokumentowane naturalne surowce lecznicze: złoża torfu leczniczego (borowiny), wody lecznicze (solanki). Uzdrowisko wykorzystuje wody chlorkowo-sodowe (solanka), jodkowe, żelaziste czerpane ze źródła Edward III.
W uzdrowisku prowadzone jest leczenie w następujących kierunkach: choroby reumatyczne, choroby kardiologiczne i nadciśnienie (w tym wczesna rehabilitacja), choroby dolnych dróg oddechowych, choroby neurologiczne, choroby ortopedyczno-urazowe, choroby dziecięce (choroby kardiologiczne, choroby dolnych dróg oddechowych, choroby górnych dróg oddechowych).
W Kamieniu Pomorskim znajduje się pięć zakładów lecznictwa uzdrowiskowego:
- Szpital uzdrowiskowy „Mieszko”
- Sanatorium Uzdrowiskowe „Chrobry”
- Sanatorium Uzdrowiskowe „Dąbrówka”.

## Historia
Kamień Pomorski powstał jako osada plemienia Wolinian na przełomie VIII i IX w. W IX–XI w. była to osada rybacka i portowa. Gród prawdopodobnie powstał w X w. Obszar został włączony do państwa polskiego przez Mieszka I ok. 967 roku.
W 1175 siedziba biskupstwa pomorskiego została przeniesiona z Wolina do Kamienia Pomorskiego. Diecezja była immediowana do Stolicy Apostolskiej i zwana była odtąd kamieńską. Inne opracowania podają, że w początkowym okresie istnienia biskupstwo kamieńskie podlegało arcybiskupowi gnieźnieńskiemu. W latach niepokoju i rywalizacji państw ościennych o Pomorze biskup kamieński uniezależnił się od arcybiskupa gnieźnieńskiego i od ok. 1188 podlegał bezpośrednio Rzymowi. W 1274 Kamień otrzymał prawa miejskie.
Od roku 1750 prowadziła przez Kamień regularna linia pocztowa Berlin-Nowogard (sama linia powstała około roku 1722). W 1842 z Kamienia do Szczecina wyruszył pierwszy parowiec "Cammin", otwierając regularną linię komunikacyjną pomiędzy Kamieniem, Wolinem, Stepnicą a Szczecinem. W roku 1876 przypadkowo odkryto źródła solankowe, z czasem zaczęto też stosować borowinę z okolicznych torfowisk. Na przełomie XIX i XX wieku na teren powiatu kamieńskiego dotarła kolej żelazna. 15 lipca 1892 otwarto linię poprzez Wysoką Kamieńską do Kamienia i Recławia. W 1906 roku linia kolejowa połączyła Kamień z Trzebiatowem. W czasie II wojny światowej Niemcy utworzyli w mieście podobóz pracy przymusowej obozu jenieckiego Stalag II D.
Podczas prac archeologicznych w latach 1959-1961 odkryto w Kamieniu Pomorskim wczesnośredniowieczną biżuterię.
W 2013 Sąd Rejonowy w Kamieniu Pomorskim został przekształcony w 4 wydziały zamiejscowe Sądu Rejonowego w Świnoujściu.

### Kalendarium

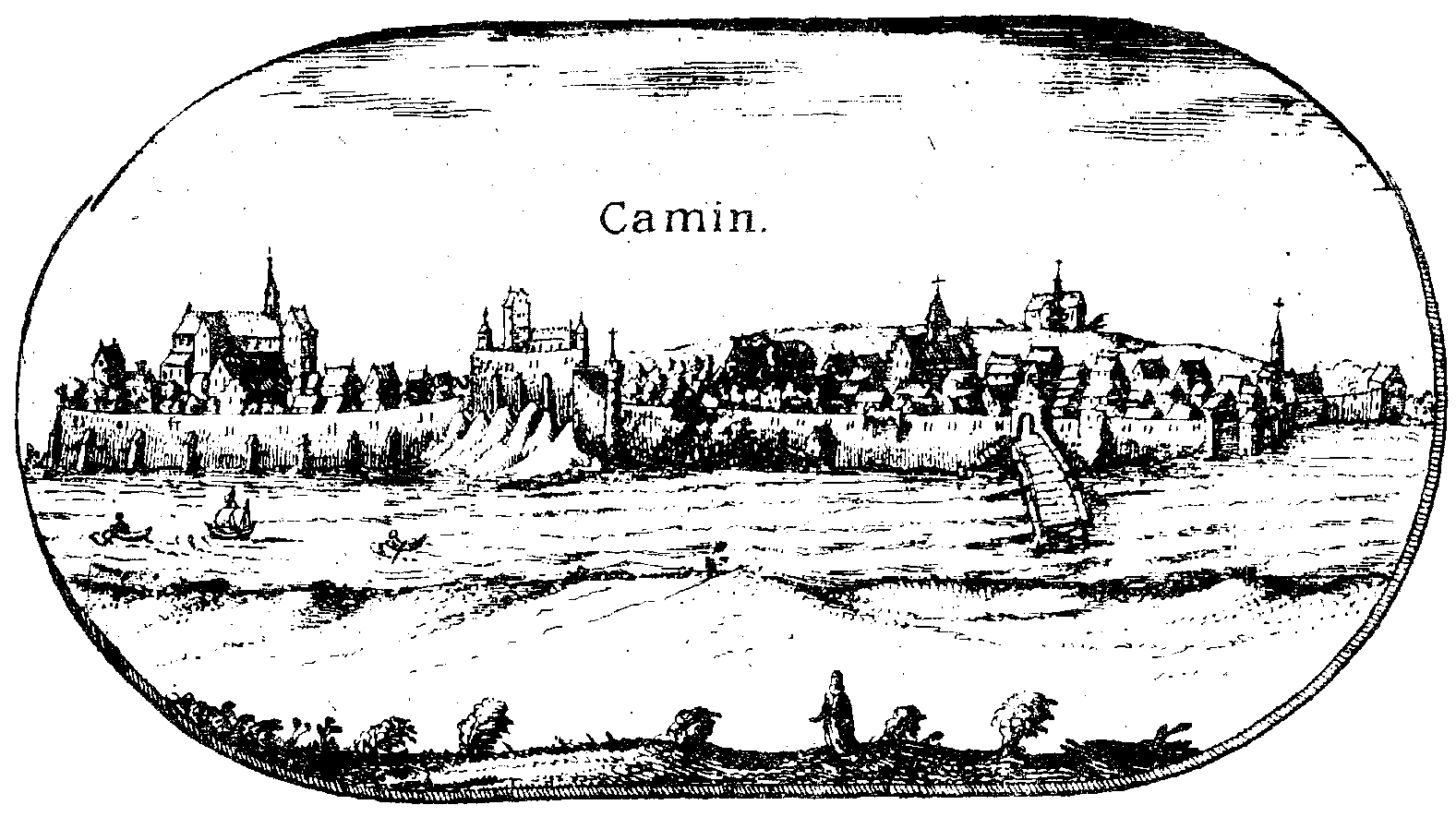
Rycina miasta z Wielkiej Mapy Księstwa Pomorskiego z 1618 r.

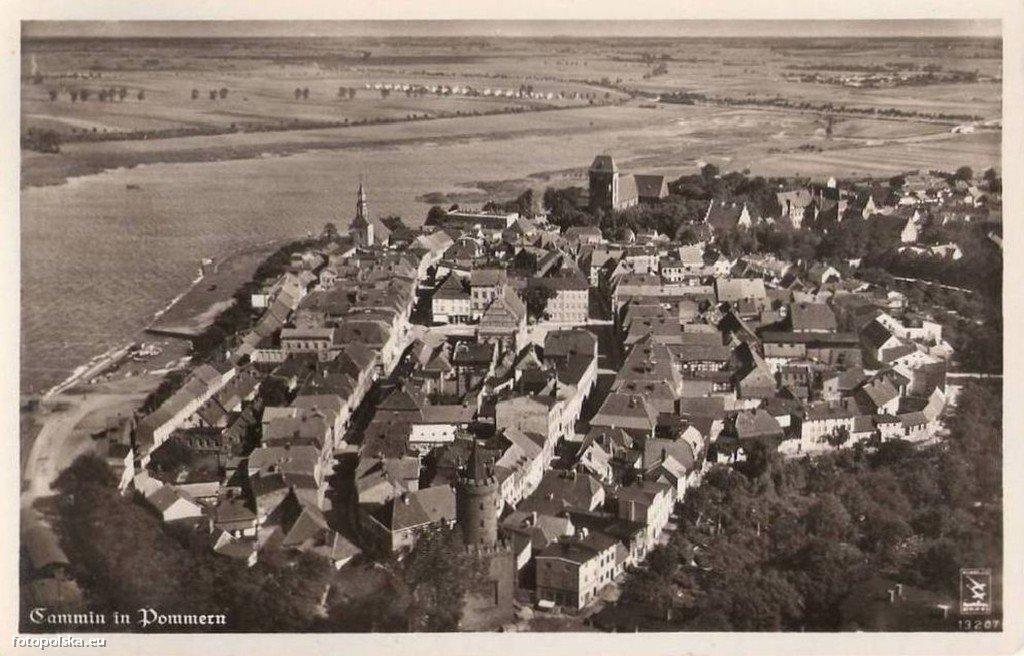
Kamień Pomorski (1941)

- IX–X wiek – zasiedlone przez plemię słowiańskie (osada rybacka i gród) Wolinian
- ok. 967 – obszar włączony do państwa polskiego przez Mieszka I[15]
- XI wiek – był tu duży gród (siedziba książąt zachodniopomorskich)
- 1124 – najstarsza zachowana wzmianka o Kamieniu Pomorskim, misja Bolesława Krzywoustego ochrzciła ludność i zbudowała dwa kościoły[22].
- XII wiek – miasto posiada fortyfikacje (wały), plac targowy u wschodniej bramy, port nad Zatoką Karpinką; następuje szybki rozwój po upadku Wolina
- 1175 lub 1176 – przeniesienie biskupstwa z Wolina
- 1180 – powstanie mennicy, która biła pierwsze pomorskie monety[22]
- koniec XII wieku – liczne najazdy duńskie
- 1228 – osiedlenie polskich dominikanów, którzy przybyli z Krakowa
- 1274 – nadanie praw miejskich lubeckich
- 1308 – Brandenburczycy palą miasto[23]
- XIV wiek – Kamień Pomorski przystępuje do związku hanzeatyckiego
- XV wiek – zapiaszczenie ujścia Dziwny powoduje upadek miasta[22]
- 1545 – sekularyzacja biskupstwa – powstaje biskupstwo luterańskie, istniejące do 1648 roku
- XVII wiek – miasto staje się własnością najpierw Szwecji (1630-1679), później Brandenburgii (1679), następnie aż do końca II wojny światowej Królestwa Prus
- 1876 – odkryto lecznicze właściwości tutejszych źródeł solankowych – Kamień Pomorski staje się uzdrowiskiem
- 1882 – otwarcie linii kolejowej łączącej miasto ze Szczecinem[23]
- 1906 – otwarcie linii kolejowej do Trzebiatowa[4] (linia ta w 1945 została rozebrana przez wojska radzieckie)
- 5 marca 1945 – miasto zostaje zdobyte przez czołgi 2 armii pancernej gwardii I Frontu Białoruskiego[24], w wyniku czego ulega zniszczeniu 40% zabudowy, w tym prawie całkowicie na Starym Mieście; miasto następnie zostaje przekazane polskiej administracji
- 19 maja 1946 – ustalono urzędową polską nazwę Kamień Pomorski w miejsce niemieckiej Cammin in Pommern (Cammin i. P.)[25].
- lata 60. XX wieku – wyburzenie części ocalałej zabudowy i budowa bloków mieszkalnych
- 1965 – wmurowanie w Bramę Wolińską tablicy pamiątkowej ku czci żołnierzy radzieckich poległych w walce o miasto w 1945 roku[24]
- 1969 – odsłonięcie pomnika na cmentarzu wojennym żołnierzy radzieckich i polskich[24]
- 13 kwietnia 2009 – pożar hotelu socjalnego, w którym zginęły 23 osoby
- 1 stycznia 2014 – wypadek, w którym życie straciło 6 osób, zaś 2 zostały ranne (będący pod wpływem narkotyków oraz alkoholu kierowca uderzył w idących chodnikiem ludzi)

## Pochodzenie nazwy
Nazwa miasta ma pochodzenie wenedyjskie i pierwszy raz pojawia się w żywotach Ottona z Bambergu (u Herborda civitas ducis Camina, u Eba castrum magnum Gamin lub in urbe Games). Inne występujące nazwy to Chamin i Camyna. Bulla z 14 października 1140 r. dla biskupstwa pomorskiego podaje Chamin cum taberna et foro. W bulli protekcyjnej z 25 lutego 1188 r. napisano apud civitatem Camyn. Ostatecznie w XIII w. ustaliła się forma Camin.
Nazwa łączona jest z ogromnym głazem narzutowym (obwód w najszerszym miejscu 20 m), położonym w korycie Dziwny. Ten „Głaz Królewski” służył jako oznacznik w żegludze, przyczyniając się do powstania nazwy miasta.

### Galeria
Kamień, znajdujący się na północ od miejscowości Buniewice na Wyspie Chrząszczewskiej, od którego wzięła się nazwa miasta Kamień Pomorski.

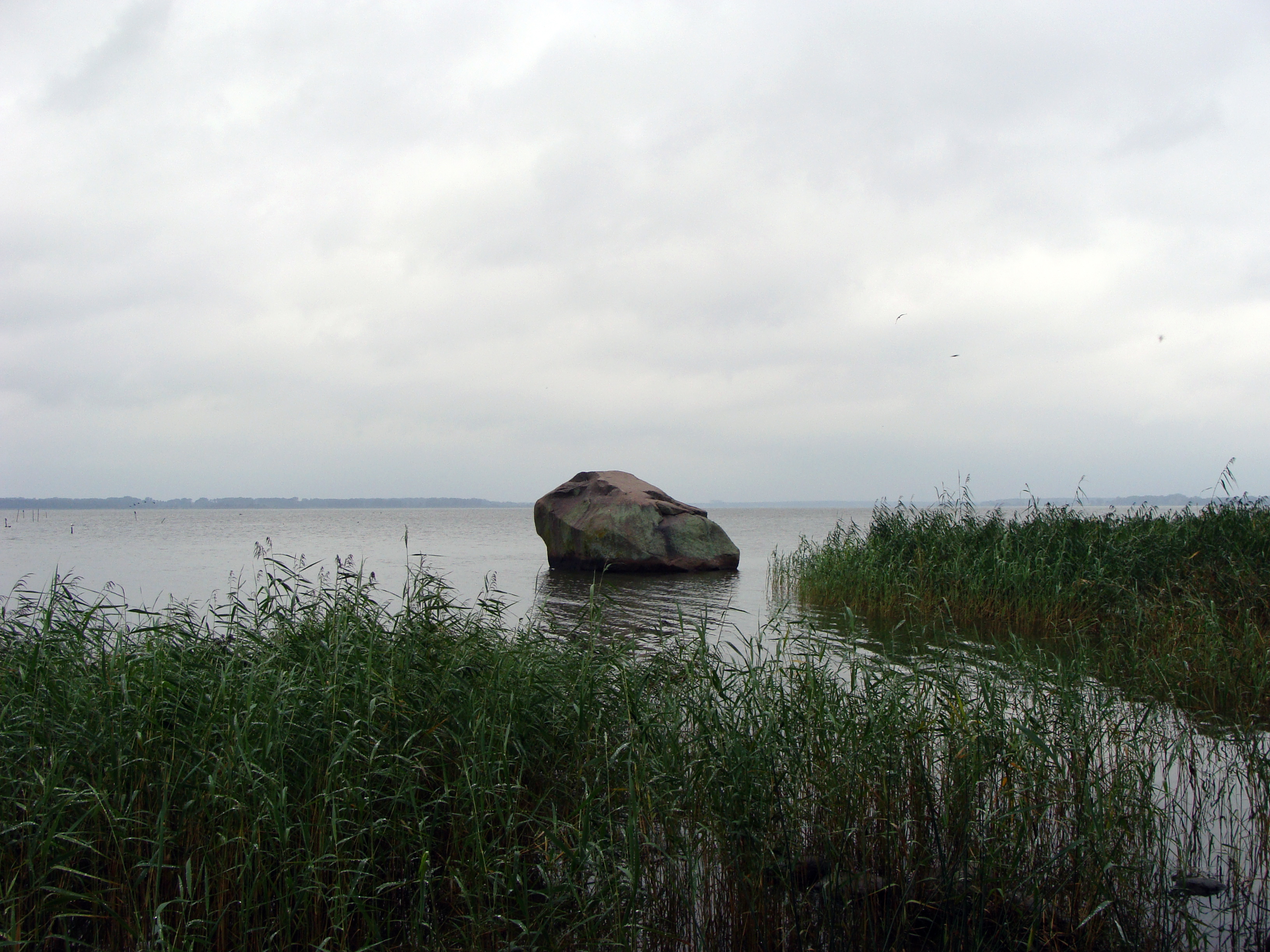
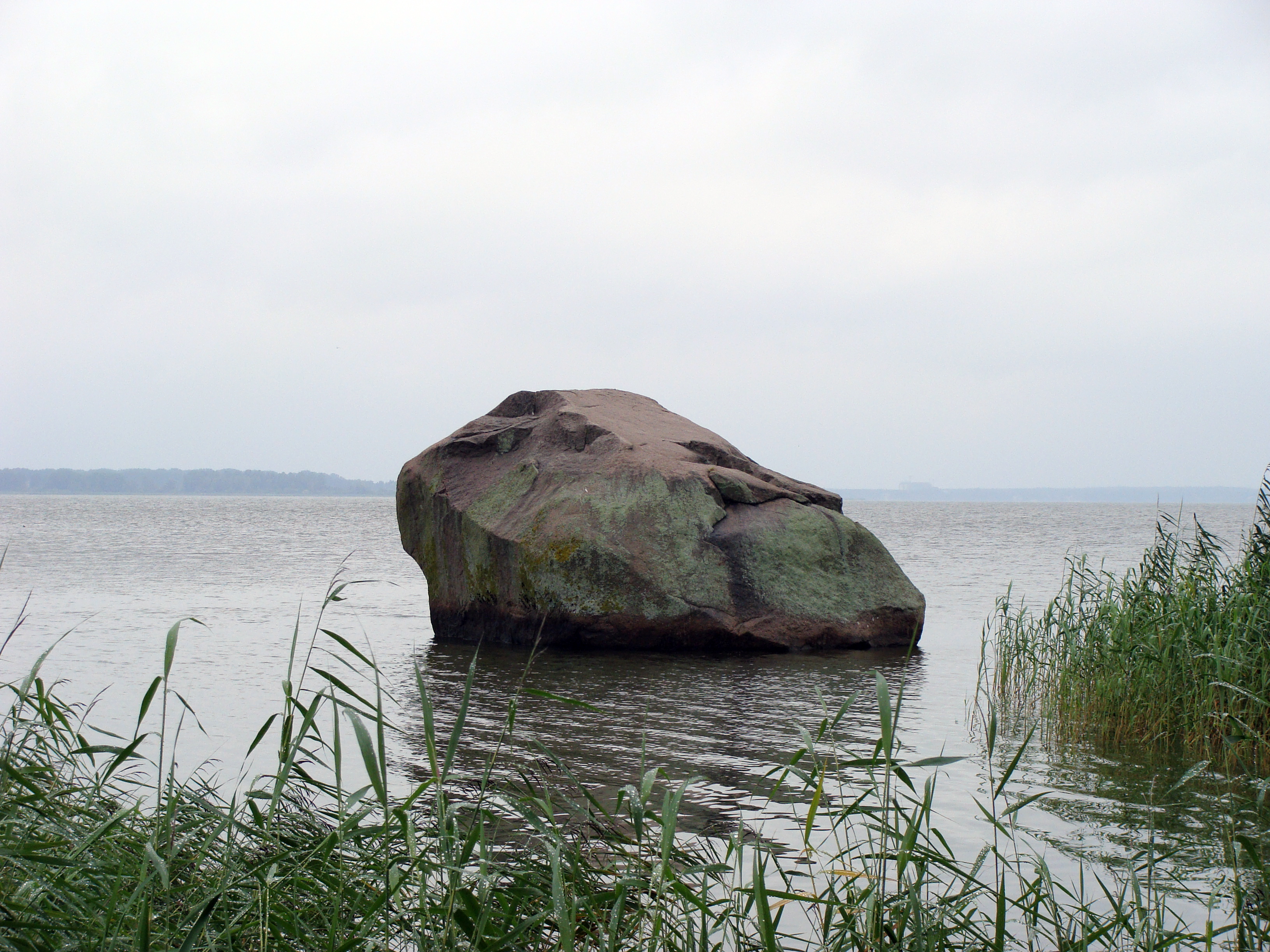
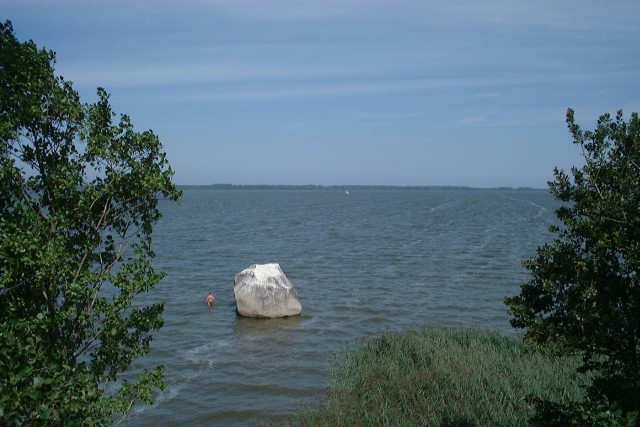

## Architektura

### Zabytki

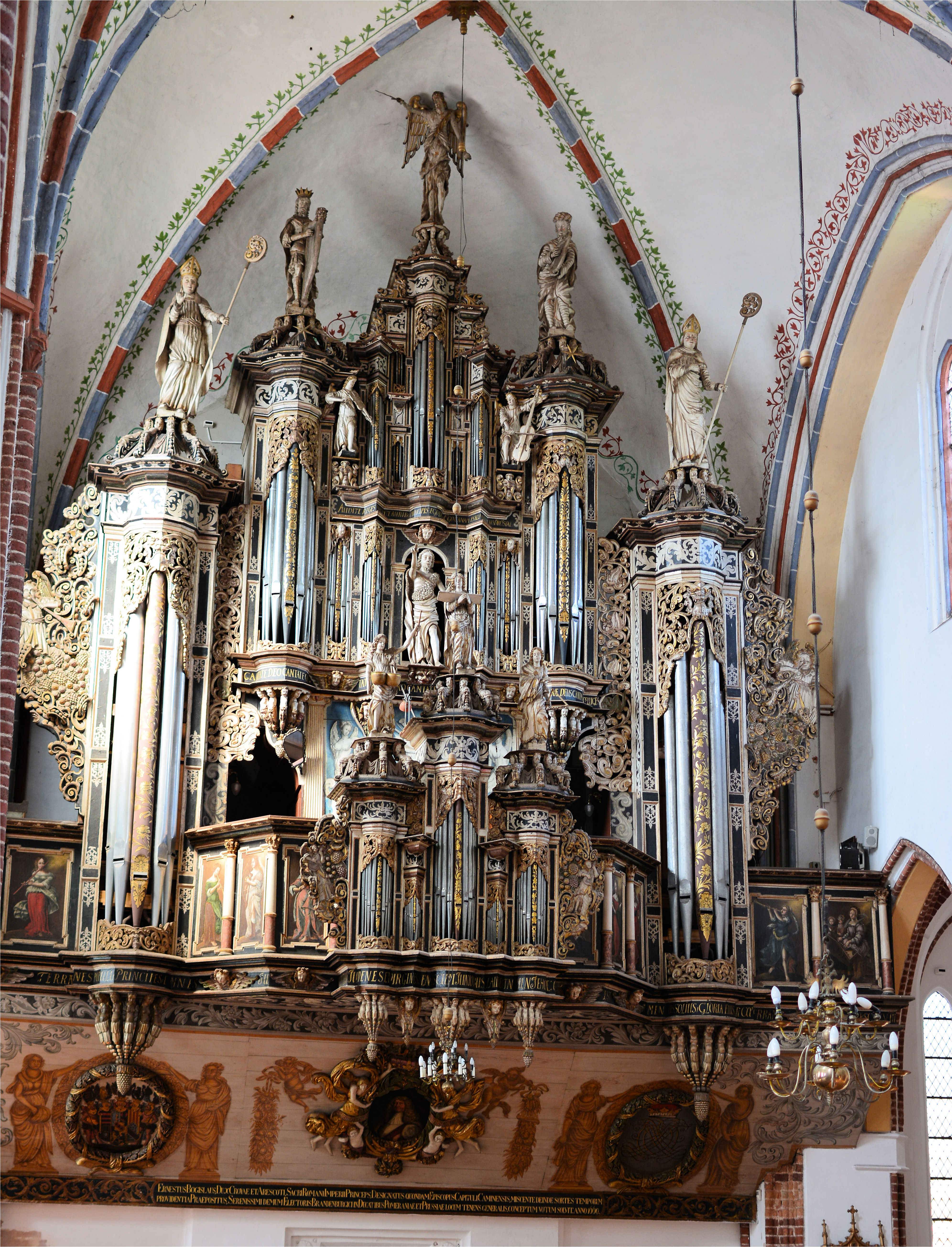
Konkatedra św. Jana Chrzciciela

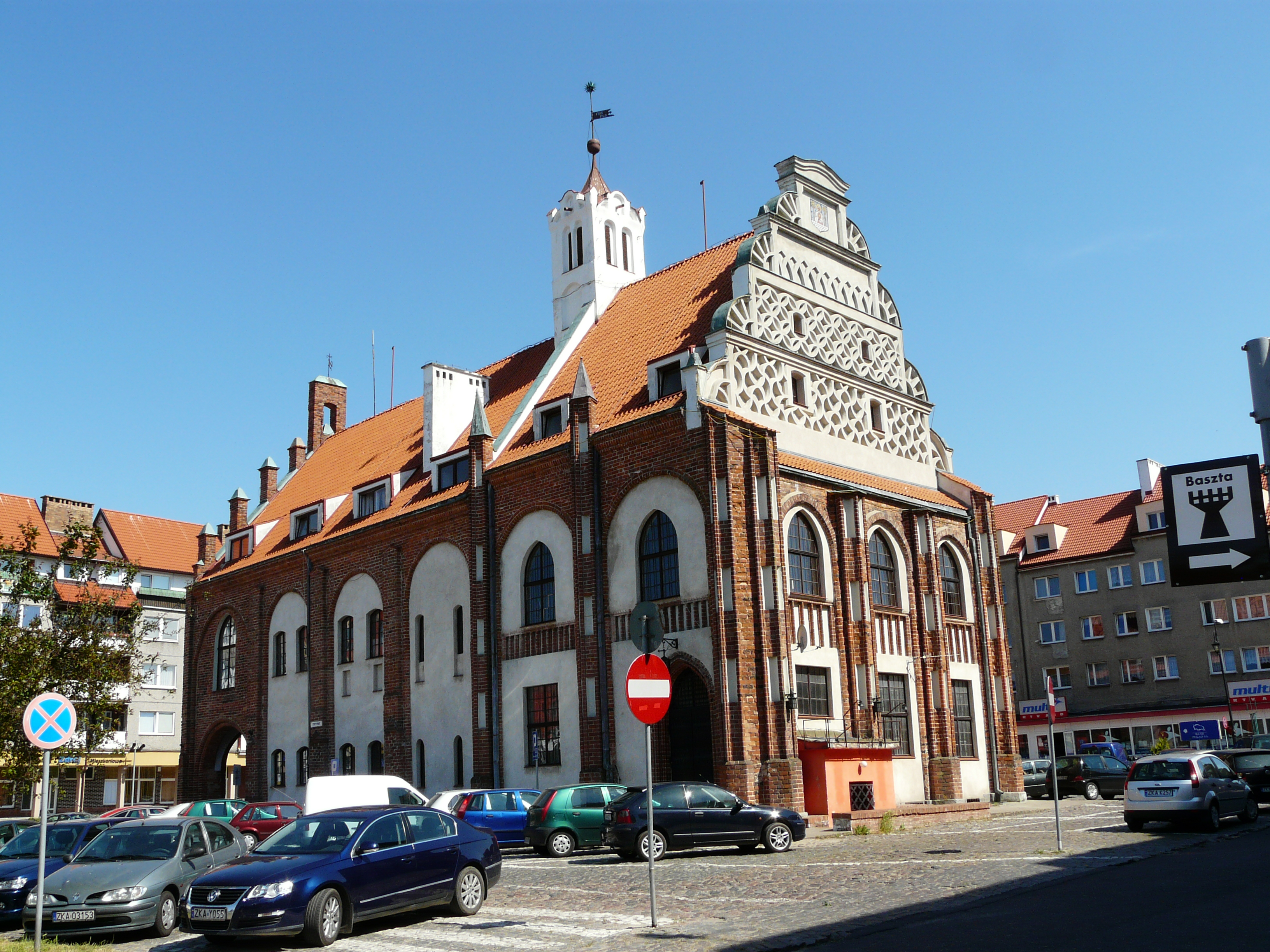
Ratusz

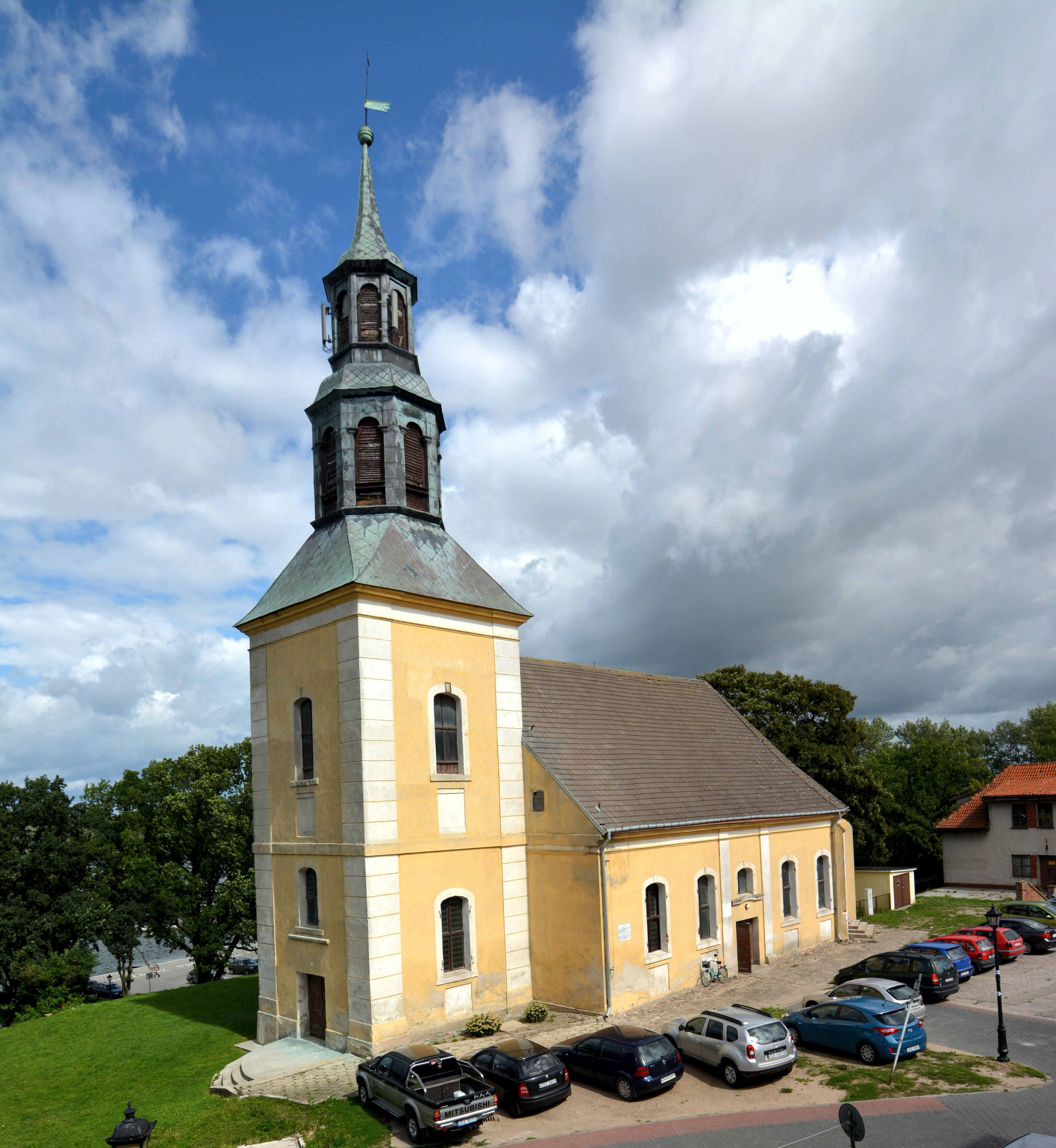
Kościół Wniebowzięcia Najświętszej Maryi Panny

Na obszarze Kamienia Pomorskiego historyczny układ przestrzenny z okresu średniowiecznej lokacji zniszczony w 1945 roku, został w latach 60. XX w. zabudowany wielopiętrowymi blokami. Pomimo tego cały obszar Starego Miasta został wpisany do rejestru zabytków. Zespół katedralny w Kamieniu Pomorskim został zakwalifikowany jako pomnik historii. Miasto znajduje się na szlaku zabytków sztuki romańskiej.
- Osiedle Katedralne
  - konkatedra św. Jana Chrzciciela – romańsko-gotycka bazylika, historyczna katedra diecezji pomorskiej, obecnie świątynia pełni funkcje kościoła parafialnego i konkatedry archidiecezji szczecińsko-kamieńskiej
  - pałac biskupi – renesansowy budynek kurii biskupiej, wzniesiony w XV wieku, gruntownie przebudowany w XVI wieku
  - plebania katedralna – budynek kanonii wraz z zabudowaniami gospodarczymi, wzniesiony w XVIII wieku
  - dom zakrystiana – wzniesiony w XIX wieku, obecnie dom mieszkalny
  - dwór dziekana, znany też jako Dom Kleista
  - kanonia – wzniesiona w XVIII wieku, obecnie dom mieszkalny
  - kanonia – obecnie dom sióstr zakonnych
  - dom gminy protestanckiej – wzniesiony w 1934 roku, obecnie dom księży emerytów
  - szkoła – wzniesiona w latach 1907–1909, obecnie szkoła podstawowa
  - dom zakładu panien – wzniesiony w latach 1691–1694, obecnie dom mieszkalny
  - wirydarz katedralny – gotycki wirydarz katedralny z XIII wieku
  - obwarowania katedralne – pozostałości murów osiedla katedralnego
- Stare Miasto
  - kościół Wniebowzięcia Najświętszej Maryi Panny – kościół barokowy z XVIII wieku, pierwotnie gotycki, wielokrotnie przebudowywany
  - ratusz – gotycki ratusz miejski z trójarkadowym podcieniem od strony wschodniej i bogatym wystrojem elewacji
  - gmach sądu – budynek sądu rejonowego i aresztu przy ul. Tadeusza Kościuszki
  - kamienice – zabytkowe kamienice przy rynku i ul. Tadeusza Kościuszki
  - obwarowania miejskie – pozostałości murów miejskich
  - Brama Wolińska (baszta Wolińska) – gotycka brama miejska z XIV wieku, obecnie siedziba Muzeum Kamieni
  - Wieża Piastowska – gotycka baszta z XIV wieku, przylegająca do bramy miejskiej
- Żalnik
  - cmentarzysko słowiańskie z okresu przedchrześcijańskiego
  - kościół św. Mikołaja – kościół filialny z XIV wieku, rozbudowany w XVII wieku, pełnił funkcję świątyni dla stanów, które nie mogły brać udziału w nabożeństwach w katedrze

Zabytki nieistniejące
- kościół staroluterański
- kaplica katolicka św. Ottona

### Pomniki i miejsca pamięci narodowej
- Pomnik Poległych za Polskość tych Ziem (autor: Mieczysław Welter, odsłonięcie: 9 maja 1965 r.)
- Pomnik na Cmentarzu Wojennym (autor: Stanisław Biżek, odsłonięcie: 9 maja 1969 r.)
- Pomnik Rybaka (autor: Stanisław Biżek)
- Głaz Ewalda von Kleista (autor: Stanisław Motyka, odsłonięcie: 2000)
- Głaz Pamięci Przedwojennej Społeczności Żydowskiej Kamienia Pomorskiego (odsłonięcie: 2008 r.)
- Pomnik Stanisława Staszica
- Pomnik Marszałka Józefa Piłsudskiego (autor: Stanisław Motyka, odsłonięcie: 30 grudnia 2018 r.)

## Demografia
Struktura demograficzna mieszkańców Kamienia Pomorskiego według danych z 31 grudnia 2007 roku:
| Opis                                | Ogółem | Ogółem | Kobiety | Kobiety | Mężczyźni | Mężczyźni |
| ----------------------------------- | ------ | ------ | ------- | ------- | --------- | --------- |
| Jednostka                           | osób   | %      | osób    | %       | osób      | %         |
| Populacja                           | 9138   | 100    | 4825    | 52,8    | 4313      | 47,2      |
| Wiek przedprodukcyjny (0–17 lat)    | 1543   | 16,89  | 757     | 8,28    | 786       | 8,6       |
| Wiek produkcyjny (18–65 lat)        | 6156   | 67,37  | 3074    | 33,64   | 3082      | 33,73     |
| Wiek poprodukcyjny (powyżej 65 lat) | 1439   | 15,75  | 994     | 10,88   | 445       | 4,87      |

31 grudnia 2012 miasto miało 9190 mieszkańców.
Piramida wieku mieszkańców Kamienia Pomorskiego w 2014 roku.

## Gospodarka
Miasto ma status uzdrowiska.

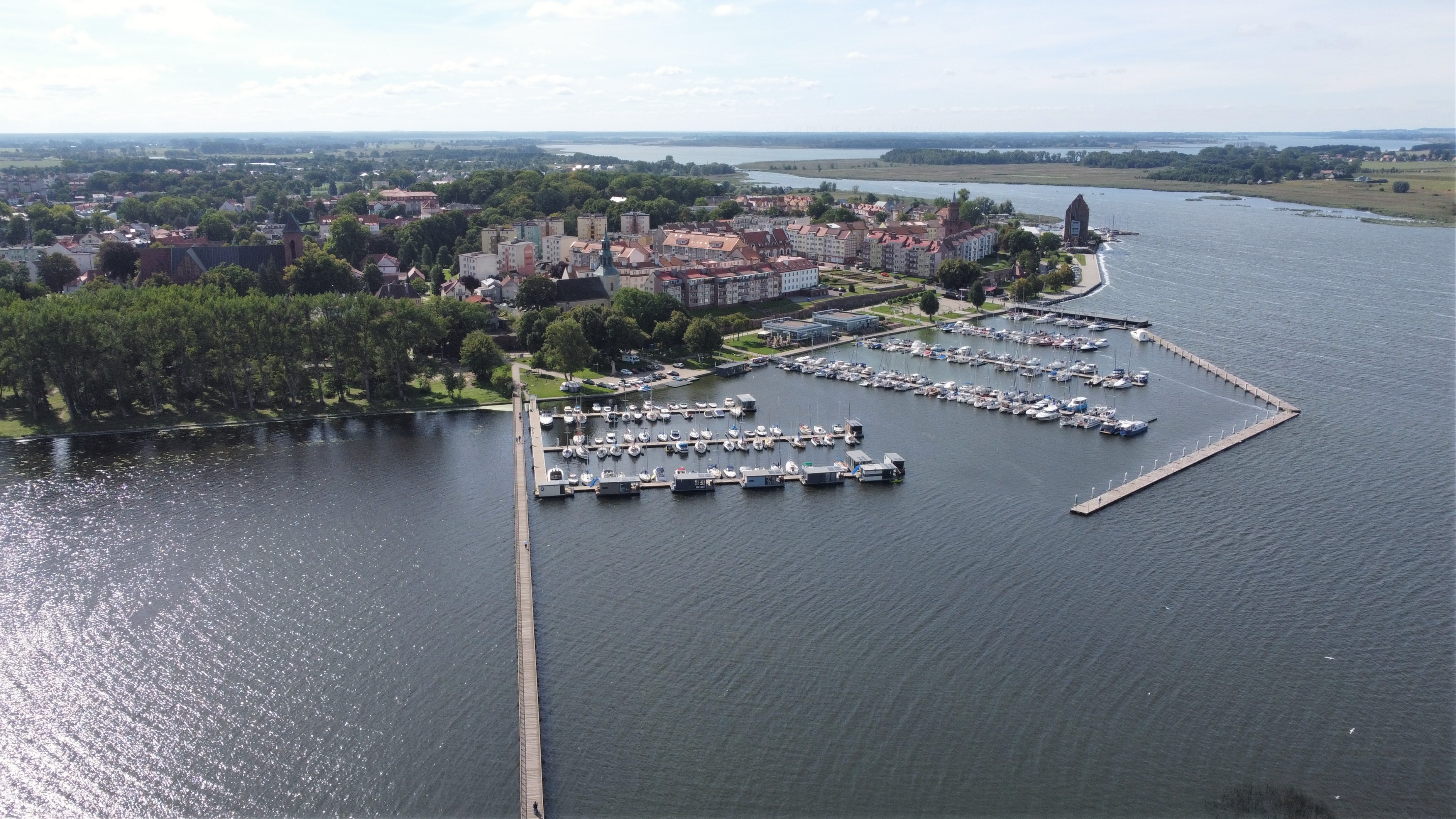
Marina w Kamieniu Pomorskim

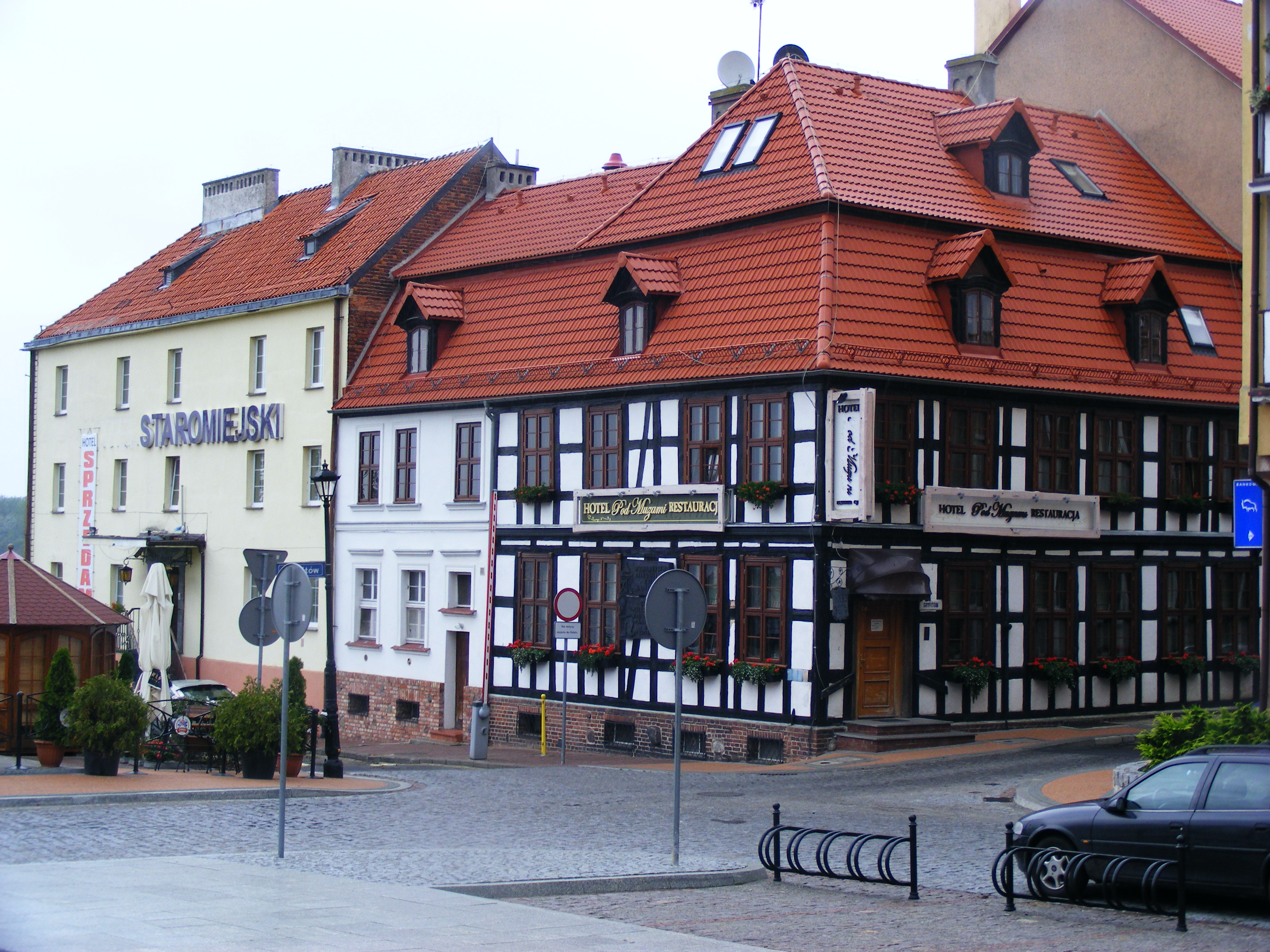
Hotel „Pod Muzami”

W zachodniej części miasta nad zalewem mieści się port morski Kamień Pomorski, w którym dobrze rozwinięte jest rybołówstwo indywidualne, żeglarstwo i – od kilku lat – turystyka pasażerska. Zanikła funkcja transportowo-przeładunkowa, pomimo istniejącego w porcie potencjału technicznego.
W powiatowym urzędzie pracy w listopadzie 2008 zarejestrowanych było 532 bezrobotnych mieszkańców Kamienia Pomorskiego.

## Transport
Przez miasto przechodzi droga wojewódzka nr 107, która łączy miasto z drogą krajową nr 3 oraz biegnie w kierunku wybrzeża (Dziwnówek). Na południe od miasta droga ta łączy się z drogą wojewódzką nr 106 łączącą miasto z Golczewem i drogą krajową nr 6. Do miasta prowadzi także droga wojewódzka nr 103, odchodząca z Trzebiatowa.
W mieście znajduje się stacja kolejowa, z której odjeżdżają pociągi do Wysokiej Kamieńskiej i Szczecina.
Planowana jest organizacja szlaku wodnego Berlin–Szczecin–Bałtyk.

## Oświata

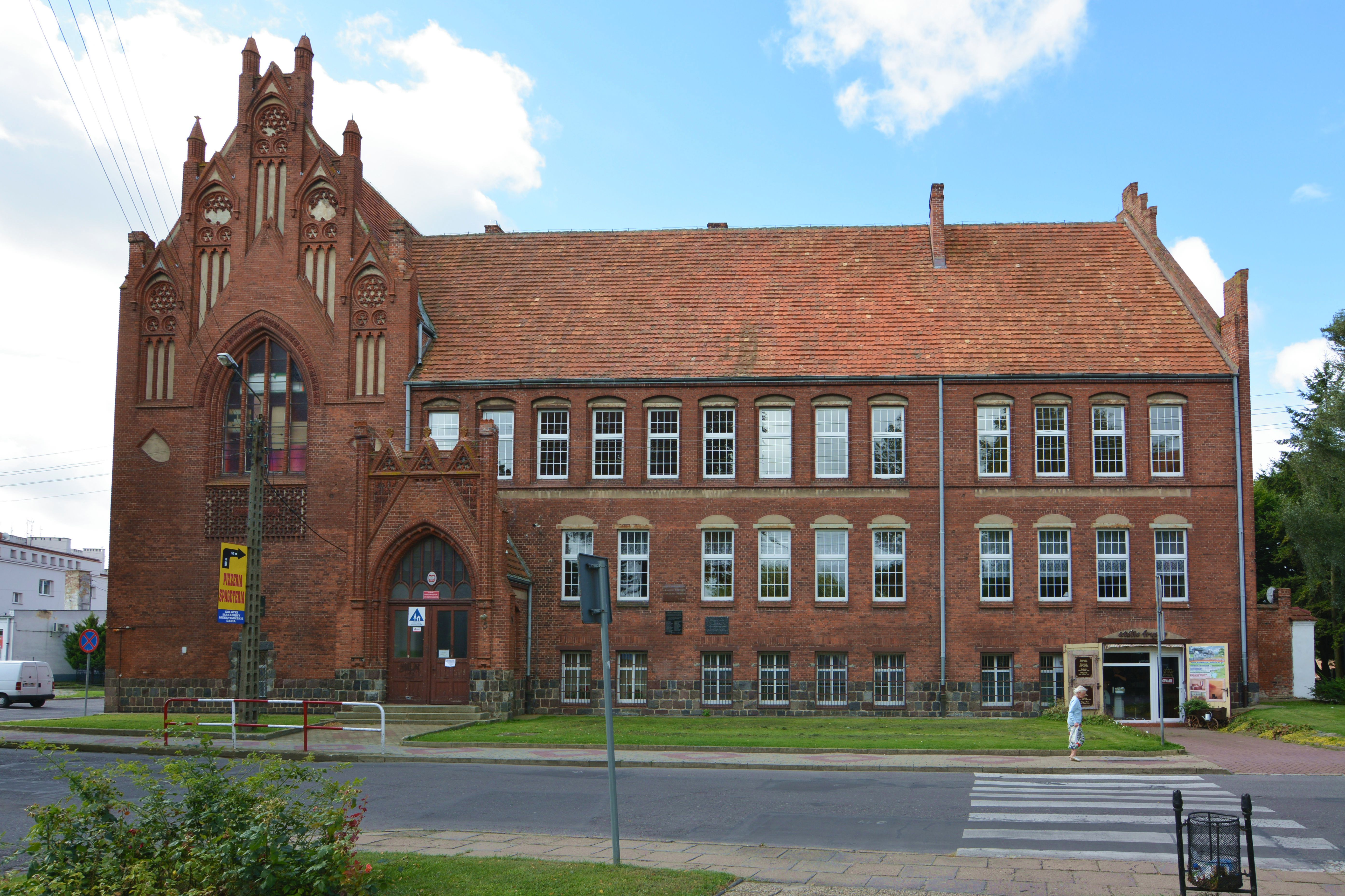
Szkoła podstawowa

Na obszarze miasta znajdują się trzy przedszkola oraz dwie szkoły podstawowe. Ponadto w Kamieniu Pomorskim znajdują się:
- Liceum Ogólnokształcące im. Bolesława Krzywoustego
- Zespół Szkół Ponadpodstawowych im. Stanisława Staszica.

## Kultura i sport
W mieście działa Muzeum Historii Ziemi Kamieńskiej oraz prywatne Muzeum Kamieni w Kamieniu Pomorskim.
Imprezy cykliczne w Kamieniu Pomorskim:
- Międzynarodowy Festiwal Muzyki Organowej i Kameralnej, organizowany od 1964 roku, najstarsza tego typu impreza na Pomorzu Zachodnim
- Festiwal Współczesnej Kultury Ludowej – dwudniowa impreza folklorystyczna, odbywająca się zazwyczaj na przełomie lipca i sierpnia na błoniach nad Zalewem Kamieńskim
- Dni Kultury Chrześcijańskiej „Ottonalia” – cykl różnego rodzaju koncertów, wystaw, odczytów oraz imprez rekreacyjnych. Impreza rokrocznie rozpoczyna się 24 czerwca dla upamiętnienia misji chrystianizacyjnej Ottona z Bambergu, który w ten dzień w 1124 r. przybył do Kamienia Pomorskiego.
- Regaty na Zalewie Kamieńskim – sztandarową imprezą są tu Eliminacje do Mistrzostwa Świata i Europy w klasie Optimist.
- Bieg Niepodległości – impreza organizowana od 1999 r. 11 listopada.
- Bieg Szlakiem Zabytków Kamienia Pomorskiego – impreza biegowa organizowana od 2015 roku

Kamieńska drużyna piłki nożnej to MGLKS „Gryf” Kamień Pomorski. Zespół rozgrywa mecze na stadionie przy ul. Wolińskiej. Klub powstał w 1946 r. i obecnie gra w IV lidze (grupa zachodniopomorska). Klub posiada barwy niebiesko-biało-czerwone.

### Media lokalne
Serwisy internetowe:
- kamienskie.info
- ikamien.pl
- kamień.plus

Stacje radiowe:
- Radio Szczecin (92,0 i 106,3 FM; siedziba w Szczecinie)
- Radio Złote Przeboje (105,6 FM; siedziba w Wolinie)

## Wspólnoty wyznaniowe
W Kamieniu Pomorskim działalność religijną prowadzą następujące Kościoły i związki wyznaniowe:
- Kościół rzymskokatolicki:
  - parafia św. Ottona
- Kościół Ewangelicznych Chrześcijan:
  - zbór przy ul. Słonecznej,
- Świadkowie Jehowy:
  - zbór Kamień Pomorski (sala królestwa ul. Topolowa 21)[31].

## Administracja

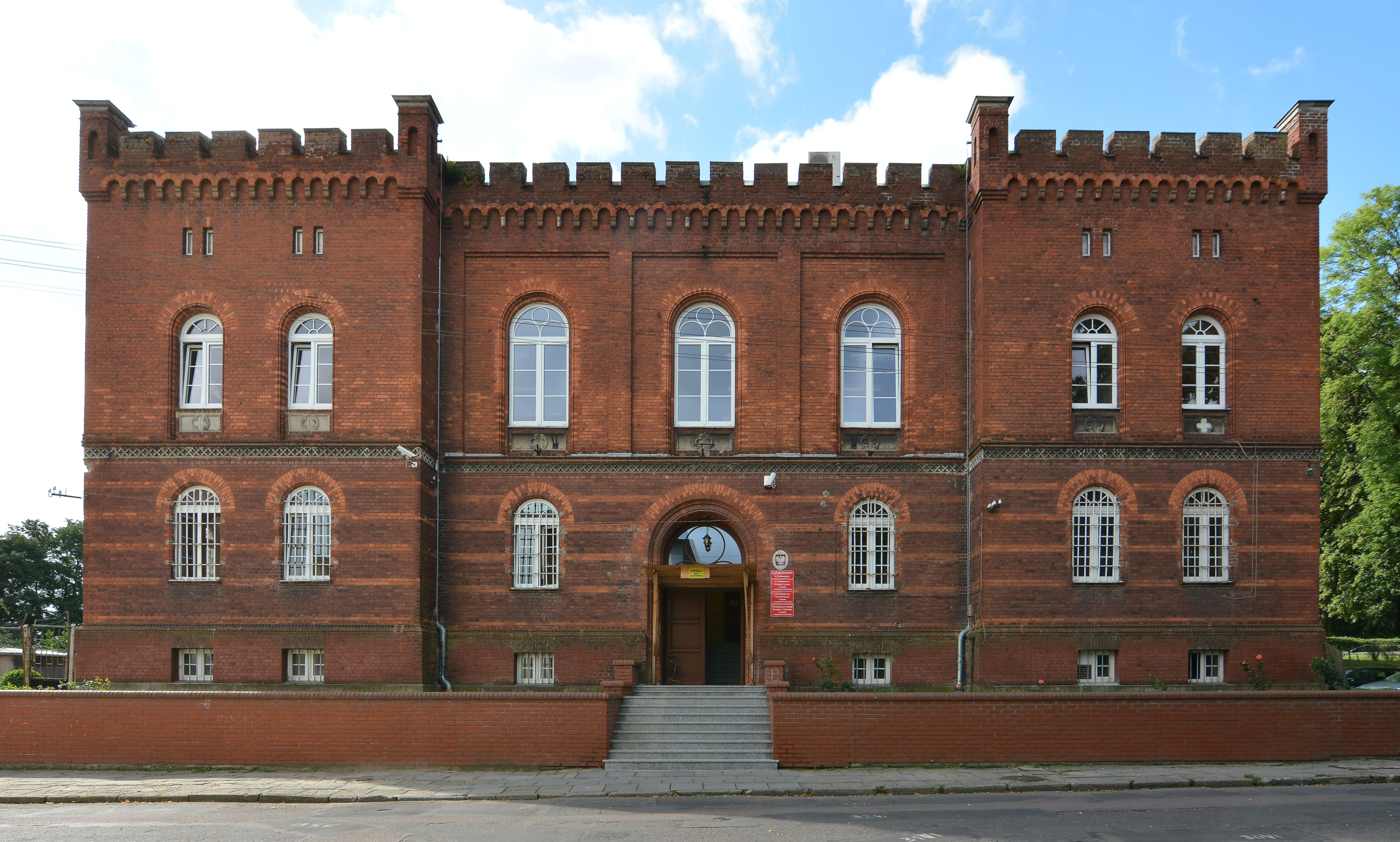
Sąd rejonowy

W latach 1960–1972 miasto było siedzibą gromady Kamień Pomorski, ale nie należało do niej. W latach 1946–1998 miasto należało administracyjnie do województwa szczecińskiego.
Miasto jest siedzibą gminy miejsko-wiejskiej. Mieszkańcy Kamienia Pomorskiego wybierają do rady miejskiej 10 radnych (10 z 15); pozostałych 5 radnych wybierają mieszkańcy terenów wiejskich gminy Kamień Pomorski. Organem wykonawczym władz jest burmistrz. Siedzibą władz jest ratusz przy pl. Stary Rynek.
Burmistrzowie Kamienia Pomorskiego:
- Stefan Oleszczuk (1990–1994)
- Anatol Kołoszuk (1994–1998)
- Ryszard Woźniak (1998–2001)
- Władysław Dwulit (V–IX 2001)
- Andrzej Maciej Jędrzejewski (IX 2001 – 2006)
- Bronisław Grzegorz Karpiński (2006 – XI 2014)
- Stanisław Kuryłło (od 2014)

W mieście znajduje się Starostwo Powiatowe oraz sąd rejonowy.
Mieszkańcy Kamienia Pomorskiego wybierają parlamentarzystów z okręgów wyborczych z siedzibą komisji w Szczecinie, a posłów do Parlamentu Europejskiego z okręgu wyborczego nr 13.

### Miasta partnerskie
- Bromölla (Szwecja)
- Kowary (Polska)
- Lünen (Niemcy)
- Porvoo (Finlandia)
- Torgelow (Niemcy)